# Bobo (historieta)
Bobo es un cómic franco-belga creado por Paul Deliège y Maurice Rosy. La serie presenta al preso del mismo nombre en la cárcel Inzepocket (in the pocket con acento francés).

## Trayectoria editorial
Bobo apareció por primera vez en un mini–récit (minirrelato) entregado con el número de la revista Spirou correspondiente al 11 de mayo de 1961. En los primeros años, el guion corrió a cargo de Maurice Rosy, quien también asumió la responsabilidad artística durante un breve período en los años 1970. Finalmente, el personaje tuvo su propia serie, en su mayoría compuesta por historias cortas y unas pocas historias largas de 44 páginas. Se publicaron 15 álbumes hasta que finalizó en los años 1990.
En español, se publicó en las revistas Spirou Ardilla (1979-1980) y Fuera Borda (1984-1985). Y en álbum dentro de la colección Tebeoteca Fuera Borda n.º 6 (Bobo da guerra) y por la Editorial Sepp/Mundiss (Bobo ¡vuela!).